# Fédération sud-coréenne de handball
Pour les articles homonymes, voir KHF.
La Fédération sud-coréenne de handball, (coréen : 대한핸드볼협회 ; en anglais, Korea Handball Federation ou KHF), est l'organisation nationale chargée de gérer et de promouvoir la pratique du handball en Corée du Sud.
La fédération s'occupe de :
- Équipe de Corée du Sud masculine de handball ;
- Équipe de Corée du Sud féminine de handball ;
- Championnat de Corée du Sud masculin de handball ;
- Championnat de Corée du Sud féminin de handball.

## Compétitions organisées
- Internationales
  - Championnat du monde junior féminin de handball 1985
  - Jeux olympiques de 1988
  - Championnat du monde féminin de handball 1990
  - Championnat du monde junior féminin de handball 2010
- Continentales
  - Championnat d'Asie féminin de handball : 1995 (en) et 2017 (en)
  - Championnat d'Asie masculin de handball : 1983 (en) et 2018
  - Jeux asiatiques : 1986 (en), 2002 (en) et 2014 (en)